# Cercles

Cercles este o comună în departamentul Dordogne din sud-vestul Franței. În 2009 avea o populație de 187 de locuitori.

## Evoluția populației
| An        | 1975 | 1982 | 1990 | 1999 | 2006 | 2009 |
| --------- | ---- | ---- | ---- | ---- | ---- | ---- |
| Populație | 183  | 187  | 207  | 173  | 174  | 187  |